# John McVie's Gotta Band
John McVie's Gotta Band is een soloalbum uit 1992 opgenomen door John McVie tijdens een van de vele rustpauzes van Fleetwood Mac.

## Opname
De opnamen vinden plaats in diverse studios: Sound City, Sunnyside Studios, Paramnount Studios (allen te Los Angeles), Fantasy Studios en Studio "D" Recording (beide te San Francisco).

## Musici
- Lola Thomas - zang
- John McVie - basgitaar en achtergrondzang
- Lee Spath - drums
- David Plenn, Mick Taylor - gitaar
- Jim Pugh - piano en hammondorgel
- Wayne Jackson, Andrew Love - blazers
- Brad Dutz - percussie
- Billy Burnette - gitaar en achtergrondzang
- George Hawkins - achtergrondzang

## Tracks
1. Evidence
2. Now I know
3. Lost what you had
4. Shot down by love
5. Step aside
6. You left me lonely
7. The bigger the love
8. All that I was guilty of….
9. One more time with feeling
10. The way I do